# Theodor Vilhelm Oldenburg
Theodor Vilhelm Oldenburg, född 27 september 1805 i Köpenhamn, död 26 maj 1842, var en dansk präst verksam i Sorterup. Han var mycket intresserad av missionsverksamhet och utgav psalmer till försäljning för att stödja missionsverksamheten. Han var även psalmförfattare och översatte också texter, som finns representerade i bland annat den danska Psalmebog for Kirke og Hjem.

## Psalmer
- Dybe, stille, stærke, milde (1840)
- I Herrens hus er godt at bo (1840)